# Laurence Olivier Awards 1986
Die 11. Laurence Olivier Awards 1986 wurden von der Society of London Theatre am 7. Dezember 1986 im Royalty Theatre in London vergeben, um herausragende Theater- und Musicalproduktionen zu würdigen. Ausgezeichnet wurden Produktionen der Theatersaison 1985/86. Die Preisverleihung wurde aufgezeichnet und im BBC-Fernsehen gesendet.

## Hintergrund
Der Laurence Olivier Award (auch Olivier Award) ist ein seit 1976 jährlich vergebener britischer Theater- und Musicalpreis. Er gilt als höchste Auszeichnung im britischen Theater und ist vergleichbar mit dem Tony Award am amerikanischen Broadway. Verliehen wird die Auszeichnung von der Society of London Theatre. Ausgezeichnet werden herausragende Darsteller und Produktionen einer Theatersaison, die im Londoner West End zu sehen waren. Die Auszeichnungen hießen zunächst Society of West End Theatre Awards und wurden 1985 zu Ehren des renommierten britischen Schauspielers Laurence Olivier in Laurence Olivier Awards umbenannt. Die Nominierten und Gewinner der Laurence Olivier Awards „werden jedes Jahr von einer Gruppe angesehener Theaterfachleute, Theaterkoryphäen und Mitgliedern des Publikums ausgewählt, die wegen ihrer Leidenschaft für das Londoner Theater“ bekannt sind.

## Gewinner und Nominierte
| Bestes neues Theaterstück | Bestes neues Musical |
| --- | --- |
| - Les liaisons dangereuses von Christopher Hampton – Royal Shakespeare Company im Barbican Centre / Ambassadors Theatre - Ourselves Alone von Anne Devlin – Royal Court Theatre - The American Clock von Arthur Miller – National Theatre Cottesloe - The Normal Heart von Larry Kramer – Royal Court Theatre | - The Phantom of the Opera – Her Majesty’s Theatre - Chess von Benny Andersson und Björn Ulvaeus – Prince Edward Theatre - H.M.S. Pinafore von Arthur Sullivan – Old Vic Theatre - Wonderful Town von Leonard Bernstein – Queen’s Theatre |
| Beste neue Comedy | |
| - When We Are Married von J. B. Priestley – Whitehall Theatre - A Midsummer Night’s Dream von William Shakespeare – Royal Shakespeare Company im Barbican Centre - Lend Me a Tenor von Ken Ludwig – Globe Theatre - The Merry Wives of Windsor von William Shakespeare – Royal Shakespeare Company im Barbican Centre | |
| Darsteller des Jahres Theaterstück | Darstellerin des Jahres Theaterstück |
| - Albert Finney als Harold in Orphans – Apollo Theatre - Derek Jacobi als Alan Turing in Breaking the Code – Theatre Royal Haymarket - Ian McKellen als Yermolai Alexeievitch Lopakhin in The Cherry Orchard – National Theatre Cottesloe - Martin Sheen als Ned Weeks in The Normal Heart – Royal Court Theatre | - Lindsay Duncan als Marquise de Merteuil in Les liaisons dangereuses – Royal Shakespeare Company im Barbican Centre / Ambassadors Theatre - Julia McKenzie als Susan in Woman in Mind – Vaudeville Theatre - Juliet Stevenson als Rosalind in As You Like It, als Madame de Tourvel in Les liaisons dangereuses und als Cressida in Troilus and Cressida – Royal Shakespeare Company im Barbican Centre - Irene Worth als Valentina Nrovka in The Bay at Nice – National Theatre Cottesloe |
| Bester Hauptdarsteller Musical | Beste Hauptdarstellerin Musical |
| - Michael Crawford als Erik the Phantom in The Phantom of the Opera – Her Majesty’s Theatre - Paul Bentley als Captain Corcoran in H.M.S. Pinafore – Old Vic Theatre - George Hearn als Albin in La Cage aux Folles – London Coliseum - Tommy Korberg als The Russian in Chess – Prince Edward Theatre | - Lesley Mackie als Judy Garland in Judy – Strand Theatre - Maureen Lipman als Ruth Sherwood in Wonderful Town – Queen’s Theatre - Elaine Paige als Florence in Chess – Prince Edward Theatre - Angela Richards als Herself in Side by Side by Sondheim – Royal Court Theatre |
| Beste Comedy-Darbietung | |
| - Bill Fraser als Gerald Forbes in When We Are Married – Whitehall Theatre - Brian Cox als John Tarleton in Misalliance – Royal Shakespeare Company im Barbican Centre - Nigel Hawthorne als Mr. Posket in The Magistrate – National Theatre Lyttelton - Paul Scofield als Nat in I’m Not Rappaport – Apollo Theatre | |
| Bester Nebendarsteller / Beste Nebendarstellerin | Bester Nachwuchskünstler / Beste Nachwuchskünstlerin |
| - Paul Jesson als Felix Turner in The Normal Heart – Royal Court Theatre - Janet Dale als Emilia in Othello und als Mistress Margaret Page in The Merry Wives of Windsor – Royal Shakespeare Company im Barbican Centre - Nicky Henson als Touchstone in As You Like It und als Master Frank Ford in The Merry Wives of Windsor – Royal Shakespeare Company im Barbican Centre - Fiona Shaw als Celia in As You Like It und als Erika Bruckner in Mephisto – Royal Shakespeare Company im Barbican Centre | - Sally Dexter als Mizi in Dalliance – National Theatre Lyttelton - Simon Curtis als Regisseur von Ourselves Alone und Road – Royal Court Theatre - Anne Devlin für ihr Schauspiel Ourselves Alone – Royal Court Theatre - Janet McTeer als Mary Traverse in The Grace of Mary Traverse – Royal Court Theatre |
| Beste Regie | |
| - Bill Alexander für The Merry Wives of Windsor – Royal Shakespeare Company im Barbican Centre - Howard Davies für Les liaisons dangereuses – Royal Shakespeare Company im Barbican Centre / Ambassadors - Declan Donnellan für A Midsummer Night’s Dream – Donmar Warehouse - Peter Wood für The American Clock – National Theatre Cottesloe | |
| Bestes Bühnenbild | |
| - William Dudley für Futurists – National Theatre Cottesloe, Kafka’s Dick – Royal Court Theatre und The Merry Wives of Windsor – Royal Shakespeare Company im Barbican Centre - Maria Björnson für The Phantom of the Opera – Her Majesty’s Theatre - Bob Crowley für As You Like It und Les liaisons dangereuses – Royal Shakespeare Company im Barbican Centre / Ambassadors - Carl Toms für Dalliance und The Magistrate – National Theatre Lyttelton                                                  | |
| Herausragende Leistungen Ballett | Herausragende Leistungen Oper |
| - Ballet Rambert für ihre 60. Ballettsaison – Sadler’s Wells Theatre - Ensemble des Bolschoi-Ballett – London Coliseum - Michael Clark für seinen individuellen Beitrag - Irek Mukhamedov als Tänzer des Bolschoi-Ballett – London Coliseum - Jerome Robbins für eine Reihe von Arbeiten, die von drei Theaterunternehmen inszeniert wurden - Jorge Salavisa für die künstlerische Leitung des Ballett Gulbenkian                                                                                         | - Thomas Allen und Graham Clark in Doktor Faust, English National Opera – London Coliseum - Harrison Birtwistle in The Mask of Orpheus, English National Opera – London Coliseum - Anne Evans in Der Ring des Nibelungen, Welsh National Opera - Kathryn Harries in Der Ring des Nibelungen, Welsh National Opera - Stefanos Lazaridis für das Bühnenbild von Doktor Faust / Der Mikado, English National Opera – London Coliseum                                                           |
| Herausragende Leistungen | |
| - The House of Bernarda Alba – Lyric Hammersmith Theatre - Barbara Cook für ihre Arbeit – Donmar Warehouse / Albery Theatre - The Gambler – Hampstead Theatre - Robert Holman für Making Noise Quietly – Bush Theatre | |

## Statistik

### Mehrfache Nominierungen
- 5 Nominierungen: Les liaisons dangereuses und The Merry Wives of Windsor
- 4 Nominierungen: As You Like It
- 3 Nominierungen: Chess, Doctor Faust, Ourselves Alone, The Normal Heart und The Phantom of the Opera
- 2 Nominierungen: A Midsummer Night’s Dream, Dalliance, H.M.S. Pinafore, The American Clock, The Magistrate, The Ring Cycle, When We Are Married und Wonderful Town

### Mehrfache Gewinne
- 2 Gewinne: Les liaisons dangereuses, The Merry Wives of Windsor, The Phantom of the Opera und When We Are Married